# Luísa Carlota da Dinamarca
Luísa Carlota da Dinamarca (Palácio de Christiansborg, 30 de outubro de 1789 — Palácio de Christiansborg, 28 de março de 1864) foi uma princesa da Dinamarca como filha de Frederico, Príncipe Hereditário da Dinamarca e da Noruega e da duquesa Sofia Frederica de Mecklemburgo-Schwerin.

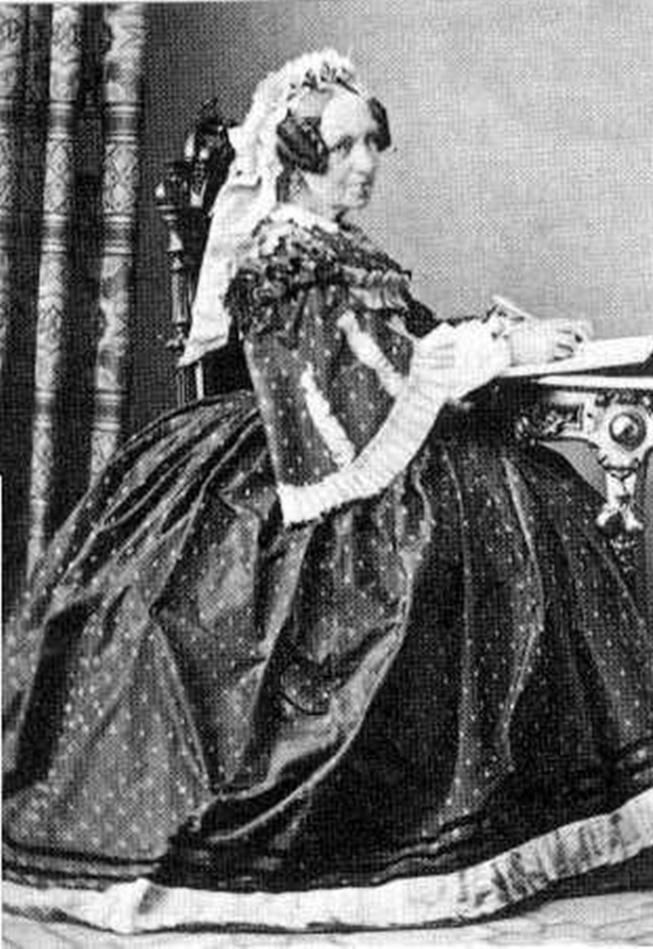
Uma fotografia de Luísa Carlota.

## Casamento
No dia 10 de novembro de 1810, Luísa casou-se no Palácio de Amalienborg com o conde Guilherme de Hesse-Cassel. Tiveram os seguintes filhos:
- Carolina Frederica Maria de Hesse-Cassel (15 de agosto de 1811 – 10 de maio de 1829).
- Maria Luísa Carlota de Hesse-Cassel (9 de maio de 1814 – 28 de julho de 1895). Casada com o príncipe Frederico Augusto de Anhalt-Dessau.
- Luísa de Hesse-Cassel (7 de setembro de 1817 - 29 de setembro de 1898). Casada com o rei Cristiano IX da Dinamarca.
- Frederico Guilherme de Hesse-Cassel (26 de novembro de 1820 – 14 de outubro de 1864). Casou-se em primeiro lugar com a grã-duquesa Alexandra Nikolaevna da Rússia. Morreu pouco depois do casamento. Casou pela segunda vez com a princesa Ana da Prússia.
- Augusta Sofia Frederica de Hesse-Cassel (30 de outubro de 1823 – 17 de julho de 1899. Casada com o barão Carlos Frederico de Blixen-Finecke.
- Sofia Guilhermina de Hesse-Cassel (18 de janeiro – 20 de dezembro de 1827).

Luísa era descrita como prática e económica, com algum interesse por arte e poesia e mantinha a sua corte sob um controlo financeiro apertado. No dia 18 de julho de 1851, Luísa e o filho Frederico Guilherme abdicaram dos seus direitos ao trono dinamarquês em favor da princesa Luísa de Hesse-Cassel que, por sua vez, os renunciou em favor do marido, Cristiano.
Luísa Carlota é a bisavó materna do czar Nicolau II da Rússia, de Guilherme IV, grão-duque do Luxemburgo e do rei Jorge V do Reino Unido.
Morreu no Palácio de Christiansborg.